# Lorde
Ella Marija Lani Yelich-O'Connor (Auckland, 7 de noviembre de 1996), conocida artísticamente como Lorde (pronunciado [l ɔr d]), es una cantante, compositora y productora discográfica neozelandesa de origen croata. A los 12 años de edad, firmó un contrato con la discográfica Universal Music Group, gracias a Scott Maclachlan, su futuro representante. Poco tiempo después, empezó a componer sus propias canciones, y se alió con Joel Little, quien las produjo. Lorde publicó su extended play (EP) debut, The Love Club, en noviembre de 2012, de forma gratuita en Soundcloud. Después de que más de 60 mil personas lo descargaran, Universal decidió lanzarlo oficialmente en iTunes el 8 de marzo de 2013. Este debutó en el número dos de la principal lista de álbumes de su país, e ingresó en las primeras veinticinco posiciones del Billboard 200 de Estados Unidos. El primer sencillo del EP, «Royals», alcanzó el número uno en Nueva Zelanda, y tiempo después ingresó a las primeras diez en más de veinte países. Asimismo, en 2014 recibió tres nominaciones en la 56.ª edición de los Premios Grammy en las categorías de grabación del año, canción del año y mejor interpretación pop solista. Ganó las dos últimas, lo que convirtió a Lorde, de entonces 17 años, en la artista neozelandesa más joven en ganar un Grammy, así como la tercera más joven en general.
La discográfica lanzó su primer álbum de estudio, Pure Heroine, el 27 de septiembre de 2013. Este contó con buena recepción crítica y comercial, y para finales de ese año había vendido aproximadamente 1.5 millones de copias en todo el mundo. «Tennis Court», el primer sencillo de este, y «Team», su sucesor, lograron una buena recepción comercial. El primero logró debutar en el número uno en Nueva Zelanda, y el segundo vendió más de dos millones de copias en los Estados Unidos. En 2014, Lorde grabó «Yellow Flicker Beat» para la banda sonora de Los juegos del hambre: Sinsajo - Parte 1, y estuvo encargada de escoger a los demás artistas que participarían en esta. Su sencillo recibió nominaciones en los Premios Globo de Oro en la categoría de mejor canción original y en los Critics' Choice Movie Awards por mejor canción. Para noviembre de 2014, Lorde había vendido aproximadamente 17 millones de sencillos en todo el mundo convirtiéndose en una de las artistas más jóvenes en lograrlo.

## Biografía

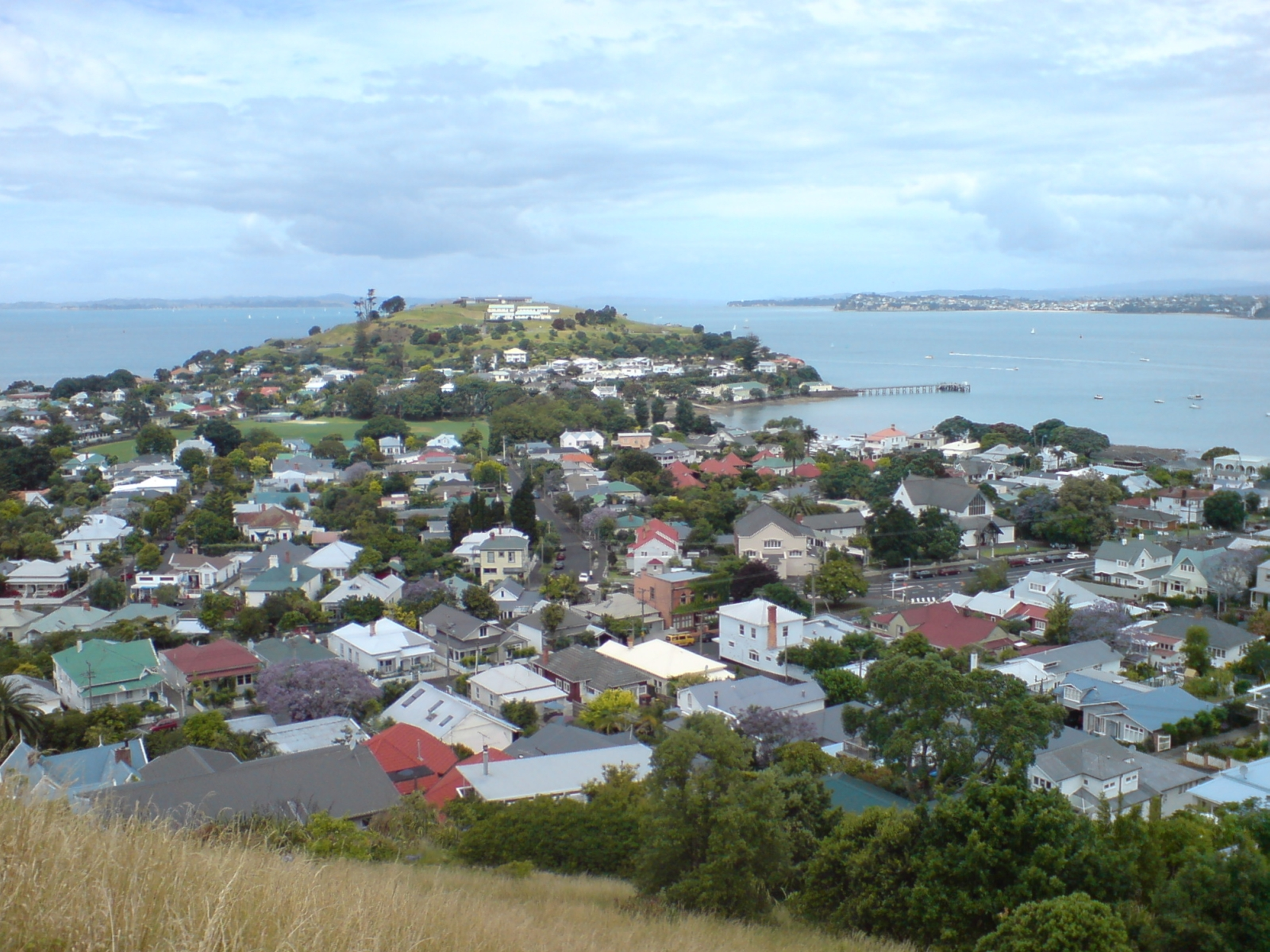
Devonport, suburbio de Auckland, Nueva Zelanda, lugar de crianza de Lorde.

Ella Marija Lani Yelich-O'Connor nació en Takapuna, un suburbio de Auckland, Nueva Zelanda, el 7 de noviembre de 1996. Fue criada en Devonport (suburbio de Auckland) junto a sus tres hermanos por su madre Sonja Yelich (Jelić), una reconocida poetisa croata y su padre Vic O'Connor, un ingeniero civil de origen irlandés.  Asistió a la escuela pública Takapuna Grammar School. Lorde posee doble nacionalidad entre Nueva Zelanda y Croacia.
Scott Maclachlan, futuro mánager de la intérprete, la descubrió a sus 12 años de edad, en 2008, luego de recibir un vídeo de Lani cantando «Warwick Avenue» de Duffy en un concurso de talentos de su escuela. A la misma edad, firmó un contrato con la discográfica Universal. Inicialmente, quería que su nombre artístico fuera Lord, sin embargo, este parecía «realmente masculino», así que añadió una "E" al final, para formar Lorde. Respecto a su alias, también comentó que se debió a que desde niña estuvo interesada en la realeza y la aristocracia, y que «algunos creen que es religioso, pero no lo es». Para Yelich-O'Connor, «Lorde» es un personaje al que tiene que recurrir cuando canta, porque generalmente es una persona muy reservada. En una entrevista con The Fader explicó que: «He actuado en obras teatro y otras cosas toda mi vida, y definitivamente hay un aspecto de fingir un poco. Entrar en una especie de papel. Obviamente, entretener a un público enorme no es lo mejor que puede hacer una persona tímida. La confianza es rara. No soy una persona muy confiada. Así que solo cambio un poco eso. La gente viene a verte presentar el material que amas, así que tienes que llevarlo a otra dimensión». Comenzó a componer canciones entre los 12 y 13 años, y tiempo después contó con la colaboración del productor Joel Little.

## Carrera musical

### 2012-2015: Inicios y reconocimiento internacional

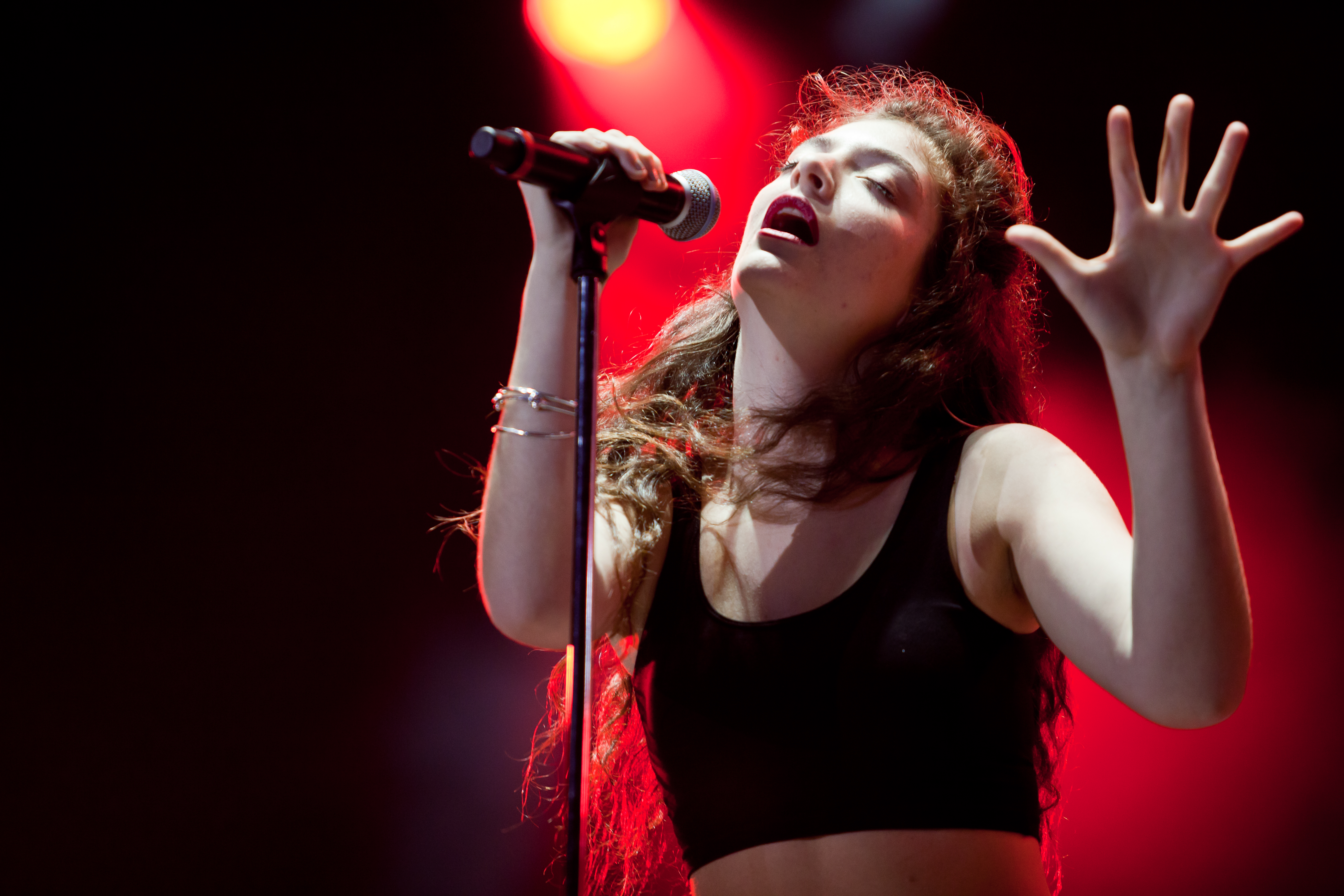
Lorde cantando en Lollapalooza Brasil, abril de 2014.

Lorde inicialmente publicó su extended play (EP) debut, The Love Club, en SoundCloud de forma gratuita, en noviembre de 2012. Scott Maclachlan comentó que: «Sentimos que era una pieza musical muy fuerte y pensamos, "vamos a lanzarlo y ver qué dice la gente". Es muy difícil lanzar un disco en iTunes de un artista desconocido y esperar que la gente gaste su dinero en eso. No nos adherimos a eso en absoluto, dijimos, "vamos a lanzarlo y preocupémonos por el dinero después". Toda la visión de ella como artista no fue impulsada por el dinero, fue impulsada por su música. Nunca hicimos una decisión basada en finanzas». Cuando el EP alcanzó las 60 000 descargas gratuitas en el sitio, Universal Music Group decidió lanzarlo oficialmente. Finalmente, The Love Club estuvo disponible en iTunes de países como los Estados Unidos y Nueva Zelanda el 8 de marzo de 2013. Este logró debutar en el número dos de la principal lista de popularidad del país natal de la cantante, y entró en las primeras veinticinco posiciones del conteo Billboard 200.
El primer sencillo del EP, «Royals», logró debutar en el número uno en Nueva Zelanda, y semanas después ingresó a las primeras diez posiciones en más de veinte países, incluyendo los Estados Unidos. Alcanzó el número uno en la principal lista de este país, gracias a esto, Lorde pasó a ser la artista más joven en alcanzar el número 1 en el Billboard Hot 100 desde que Tiffany lo consiguió con «I Think We're Alone Now» en 1987. De igual forma, la volvió la primera artista femenina neozelandesa que logra llegar al número uno como artista principal. Para finales de 2013, la canción era la más vendida por una artista femenina durante el año, y para abril de 2014, había vendido más de cinco millones de copias. De igual forma, en todo el mundo vendió aproximadamente diez millones de ejemplares, por lo que se cataloga como uno de sencillos más vendidos en el mundo. «Royals» recibió tres nominaciones a los Premios Grammy de 2014, en las categorías de grabación del año, canción del año y mejor interpretación vocal pop solista. Ganó las dos últimas, lo que catalogó a Lorde, de entonces 17 años, como la artista neozelandesa más joven en ganar un Grammy, así como la tercera más joven en la historia de estos premios. Simultáneamente, le otorgó el título de la artista más joven en recibir una nominación a grabación del año, récord que ostentaba Monica, cuando fue nominada a sus 18 años por «The Boy Is Mine», junto a Brandy.

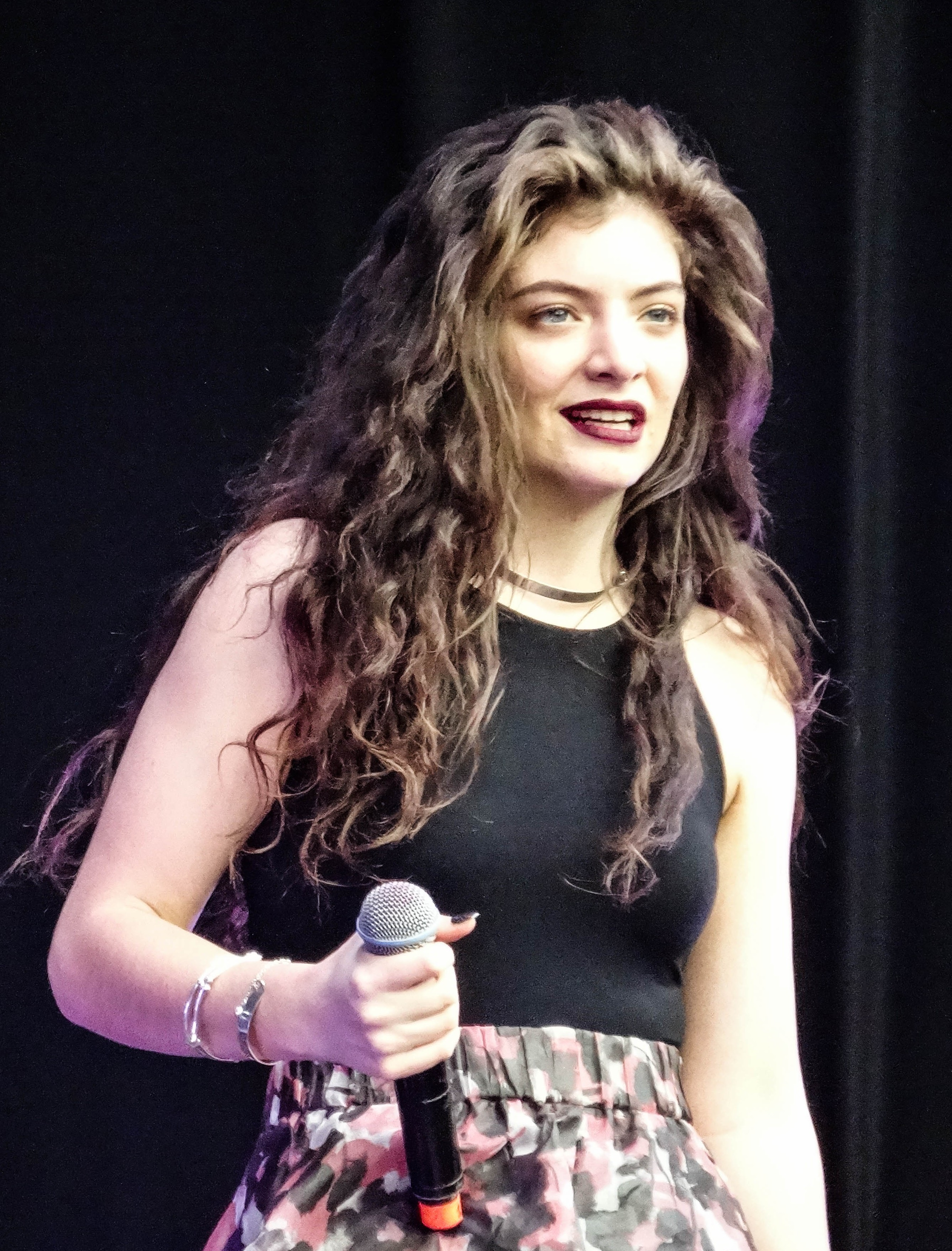
Lorde en marzo de 2014.

«Tennis Court», el segundo sencillo de la intérprete, también debutó en el número uno en la lista musical de Nueva Zelanda. La semana en que debutó en la primera posición, la artista tenía otras tres canciones entre las primeras veinte posiciones del conteo; «Swingin' Party» en el número diez, «Royals» en el once y «The Love Club» en el dieciocho, respectivamente, esto convirtió a Lorde en la primera artista femenina en tener más de dos canciones en los primeros veinte lugares de esta lista. Su sucesor, «Team», vendió más de dos millones de copias e ingresó a las primeras diez en los Estados Unidos, y pasó a ser el segundo sencillo de Lorde que lo logra. La discográfica lanzó su primer álbum de estudio, Pure Heroine, el 27 de septiembre de 2013. Para finales de ese año, había vendido aproximadamente 1.5 millones de copias en todo el mundo. Recibió críticas favorables y obtuvo una nominación al Grammy por mejor álbum de pop vocal. Ese mismo año versionó «Everybody Wants to Rule the World» de Tears for Fears para incluirla en la banda sonora de Los juegos del hambre: en llamas. A mediados de noviembre de 2013, la intérprete firmó un contrato con Songs Music Publishing que les permite utilizar sus canciones para películas y publicidades. Asimismo, podría permitirle componer canciones para otros artistas. En diciembre de 2013, confirmó que estaba componiendo nuevas canciones. En los Billboard Music Awards de 2014, Lorde ganó como mejor artista nuevo, y «Royals» obtuvo un premio por mejor canción de rock. La revista Billboard confirmó que Lorde se presentaría en los premios con «Tennis Court», lo que afirmó su lanzamiento oficial en los Estados Unidos, el cual estaba siendo debatido con «Glory and Gore». El 24 de abril de 2014, la intérprete inició una pequeña gira nacional por Australia, con siete fechas. En julio del mismo año, Consequence of Sound anunció que Lorde interpretaría el tema principal de Los juegos del hambre: sinsajo - Parte 1, y que además sería la encargada de elegir al resto del personal para la banda sonora. Billboard publicó que Paul Epworth, conocido por trabajar con artistas como Adele y Bruno Mars, produciría la canción para la película. Esta misma revista la nombró la mejor artista menor de 21 años del 2014. Lorde publicó que el sencillo de la película estaría disponible el 29 de septiembre de 2014 y que se titularía «Yellow Flicker Beat». Este recibió nominaciones en los Premios Globo de Oro en la categoría de mejor canción original y en los Critics' Choice Movie Awards por Mejor Canción.

### 2016-2023: Consagración y otros proyectos

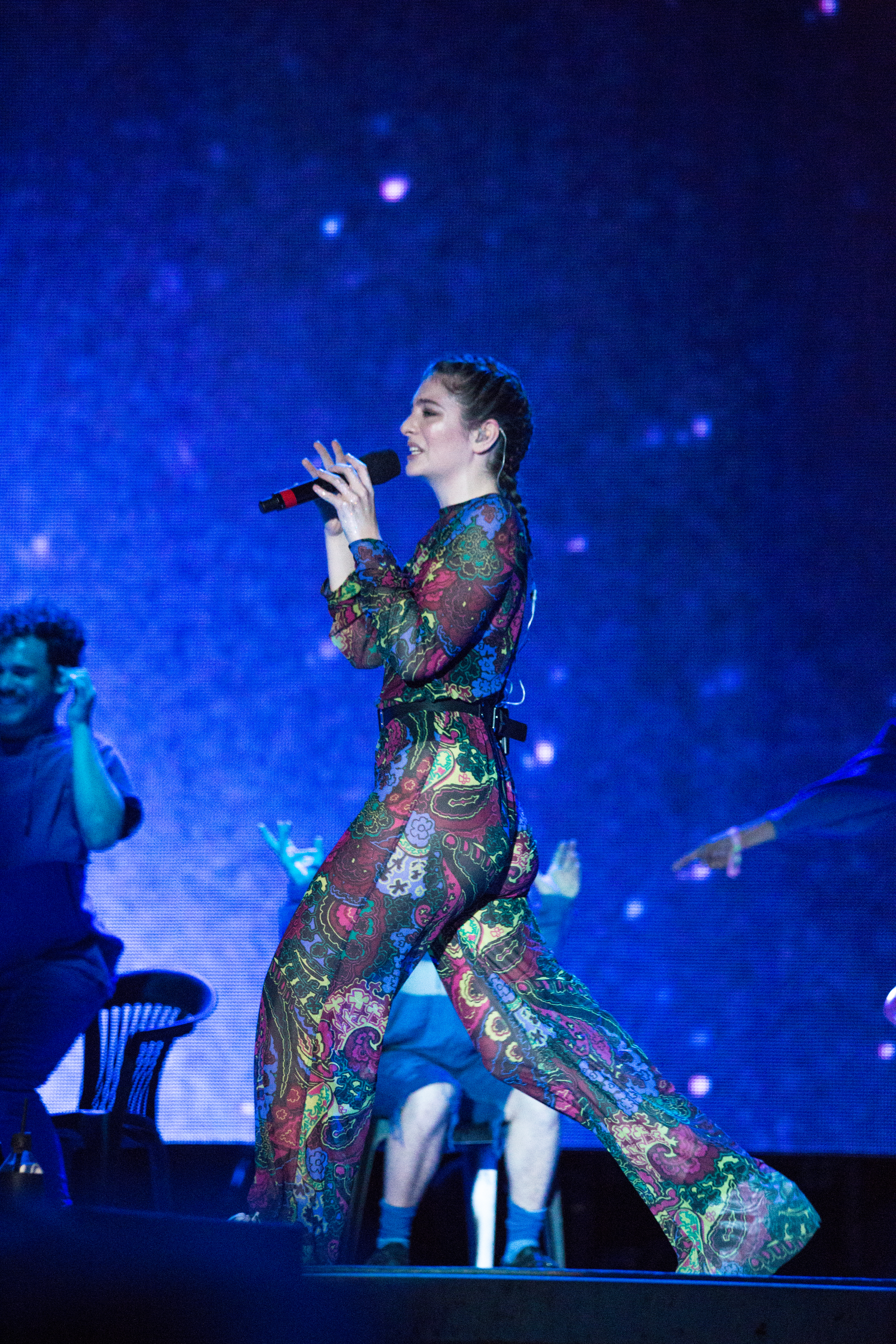
Lorde actuando en el Festival Bonnaroo Music en junio de 2017.

Lorde anunció el título de su siguiente álbum vía Twitter y al mismo tiempo lanzó el sencillo «Green Light» y su vídeo musical acompañante, el 2 de marzo de 2017. La canción alcanzó el número uno en Nueva Zelanda, el número diecinueve en el Billboard Hot 100 y el número veinte en el Reino Unido. «Perfect Places» fue lanzado como el segundo sencillo el 1 de junio de 2017, mientras que su video musical acompañante surgió el 3 de agosto de 2017. Impactó la radio de rock estadounidense moderno el 6 de junio de 2017, como el segundo sencillo oficial. Un remix de «Homemade Dynamite» en colaboración con Khalid, Post Malone y SZA fue confirmado como el tercer sencillo del álbum, siendo lanzado el 14 de septiembre de 2017. Lorde interpretó la canción en los MTV Video Music Awards del 2017 el 27 de agosto de 2017.
El 16 de junio lanzó su segundo álbum de estudio con Lava Records y Republic Records, Melodrama, que incluía sus sencillos previos. Poco tiempo después, la página de críticas profesionales Metacritic lo calificó con un 91/100, convirtiéndose en el tercer mejor álbum del año según la página. El 8 de junio, apenas una semana antes de la publicación del álbum, Lorde anunció a través de sus redes sociales que saldría de gira por todo el mundo con el Melodrama World Tour.
Lorde reveló en mayo de 2020, que ya estaría trabajando en su tercer álbum de estudio junto con Antonoff por vía de correo electrónico. En noviembre, reveló que estaría trabajando en la publicación de su primer documental: Going South, tras su viaje en 2019 a la Antártida.
El 10 de junio de 2021, Lorde, lanzó Solar Power, el cual es el sencillo principal de su tercer álbum de estudio, titulado bajo el mismo nombre: Solar Power. Stoned at the Nail Salon fue publicado como segundo sencillo del álbum el 21 de julio de 2021. Mood Ring fue publicada como tercer sencillo el 17 de agosto de 2021. 
Lorde lanzó Te Ao Mārama el 9 de septiembre de 2021 como pieza complementaria de Solar Power. El EP está cantado íntegramente en maorí y fue traducido por Hana Mereraiha. Otros traductores incluyeron a Tīmoti Kāretu y Hēmi Kelly. El proyecto fue dirigido por Dame Hinewehi Mohi. En 2022, anunció la gira Solar Power Tour en apoyo a su tercer álbum. El recorrido inició el 3 de abril de 2022 en Nashville, Estados Unidos y finalizó el 19 de agosto de 2023 en Portugal, pasando por diversas ciudades en Norteamérica, Sudamérica, Europa y Oceanía.

### 2024-presente:Virgin
En marzo de 2024, publicó su versión de la canción escrita por Al Green, "Take Me to the River" como tercer sencillo del álbum tributo producido por A24 Music, Everyone's Getting Involved: A Tribute to Talking Heads' Stop Making Sense. Más tarde, en junio, colaboró con Charli XCX con el remix de la canción "Girl, So Confusing".
A principios de abril de 2025, Lorde publicó un adelanto en TikTok, de su nuevo sencillo «What Was That». El sencillo junto a su video musical fue publicado el 24 de abril. Fue comparado con su sonido más synth-pop de su álbum Melodrama (2017).  El 30 de abril, Lorde anunció la publicación de su cuarto álbum de estudio, Virgin para el 27 de junio de 2025. El 19 de mayo de 2025, Lorde anunció a través de sus redes sociales el lanzamiento del segundo sencillo del álbum, titulado «Man of the Year». Descrito por la cantante como “una ofrenda salida de lo más profundo de mí” y “la canción de la que más orgullosa estoy en Virgin”, su publicación está prevista para la última semana de mayo. El 20 de junio, publicó el tercer sencillo del álbum, «Hammer» junto a su videoclip.
El 8 de mayo, anunció una nueva gira de conciertos en apoyo al álbum, bajo el título de Ultrasound World Tour. La gira recorrerá ciudades en Norteamérica y Europa, desde septiembre a diciembre de 2025.

## Arte

### Estilo musical, influencias y presentaciones
Según Sean Phan de Grizzly News, en canciones como «Bravado» de The Love Club, su voz es comparable a la de Birdy y Sóley. Phan «reconoce su innovador y creativo estilo» y afirma que: «No solo tiene similitudes con otros artistas indie en su campo, ella tiene sus propias cualidades destacables. Ella combina las vocales sombrías de Lana Del Rey, las melodías nostálgicas de "Franky" Ocean, los obsesionantes rapeos de Cocorosie y una pizca de personalidad de ella misma. Esta pizca consiste en sus ingeniosas letras, misteriosa imagen y su asombrosa variedad musical». Respecto a su estilo musical, Lorde comentó que: «En realidad no tenía un sonido específico en mente cuando empecé a grabar. Siempre he escuchado música hip-hop y electrónica, y también pop. Realmente me gusta la música minimalista, también. James Blake es un artista que hace eso muy bien [la música minimalista], usando como tres sonidos en una canción y de alguna forma hacerla explosiva. Yo no toco ningún instrumento, así que mi voz tiene que ser el centro. Mi escape vocal es realmente importante». Su estilo musical en general ha recibido comparaciones con Grimes, Lana Del Rey y Sky Ferreira. Este varía entre géneros como art pop, rock alternativo, R&B, pop, entre otros. Brad Wheeler de The Globe and Mail escribió que: «En su álbum debut de pop frío y rico en texturas, Lorde ha encontrado una ranura lírica que la distingue de la chusma que busca llamar la atención. El exuberante sonido usualmente recuerda al ambiente azul ahumado de Lana Del Rey. Pero mientras el drama negro de Del Rey era más maduro que su cantante sin sazonar, Lorde parece ser mucho más auténtica, las líneas entre la realidad y la fantasía no solo están fácilmente definidas, sino también inteligentemente exploradas».
En una entrevista con MTV News, la cantante comentó que: «Por mucho tiempo, la música pop ha sido esta cosa super vergonzosa, con la cual las personas no quieren ser asociadas […] Pero de la forma en que yo lo veo, el pop no tiene que ser estúpido, y la música alternativa no tiene que ser aburrida: puedes mezclarlas las dos juntas y hacer algo genial». Usualmente, sus canciones hablan de su vida y cultura, así como también de críticas a la cultura popular. La realeza y aristocracia también son tópicos comunes en sus canciones. Respecto a eso, comentó que: «He estado en esas cosas desde que era una niña pequeña. ¡Solía escribir sus árboles genealógicos y todo!». Asimismo, se muestra en contra de escribir sobre chicos y relaciones en sus canciones. Durante su crianza, sus padres le inculcaron la música de Neil Young, Otis Redding y la poesía de Sylvia Plath y T.S Eliot. Lorde cita a la cantante de soul Etta James como una de sus influencias musicales, así como también al productor de música dance SBTRKT. En una entrevista con Billboard, citó al cantante de dubstep Burial como uno de sus artistas favoritos. Cuando ganó el premio Grammy a la mejor interpretación vocal pop femenina por «Royals» en 2014, Lorde agradeció a los otros nominados; Bruno Mars, Sara Bareilles, Katy Perry y Justin Timberlake por haberla inspirado. Para otra ocasión, comentó que:

«Vengo de un antecedente de historias cortas y mi mamá es una poeta, así que siempre he leído poesía, siempre he tenido un montón de influencias diferentes tanto lingüística como musicalmente. Un género como el mío nace de influencias porque es música pop pero líricamente no es tan, no quiero decir poco profunda, pero creo que tienes que pensar un poco más sobre eso de lo que lo hacen algunos músicos pop. Así que siento que nació de un montón de influencias diferentes. Musicalmente, siempre he escuchado música rap, creo que Drake está citado en mi biografía como influencia y Kanye West y un montón de música pop, también. Entonces hace unos años descubrí la música electrónica y tipos como James Blake empezaron a revolucionar la forma en que pensaba las cosas. Pero también siempre he leído, ese es mi primer amor. Me gustan los cuentos cortos porque hay que contar una historia en formato condensado. No se puede joder con lo que estás diciendo. Todo tiene que contar. Todo tiene que importar. Y eso es lo que me gusta de componer canciones: No tienes tiempo para relleno. La potencia es importante en ese entorno».

Según la revista Billboard, Lorde tiene una «bien definida presencia» en el escenario. Sus presentaciones se caracterizan por sus movimientos «únicos e intensos», compuestos de gesticulaciones de manos, brazos y cabeza. Respecto a esto, Lorde comentó que: «Para ser honesta, simplemente es la manera en que la música se manifiesta a sí misma en mi cuerpo. No tengo control sobre eso y lo miro [en retrospectiva] y casi me siento avergonzada porque creo que me veo realmente rara. ¿Pero has visto "Stop Making Sense" de Talking Heads? ¿Has visto cómo se mueve David Byrne? sabes que no es actuado. Es solo la forma en que David Byrne siente la música, lo que me hace sentir mejor». En cuanto a su estilo de vestir, explicó que: «Me encanta la moda, y me encanta usar algo que me haga sentir magnífica. En el escenario quiero algo que tenga un elemento teatral, como vestidos largos y zapatos gruesos. Me encantan los diseñadores como Rodarte, Alexander McQueen, Rick Owens… ¡Tendría problemas dando un concierto con mi camiseta y jeans! Aunque tengo que decir que, desde que he estado tanto en el estudio, he llegado al punto donde simplemente no uso maquillaje y voy vestida con lo que sea. ¡No soy tan genial en ese momento!».

## Filantropía y otras actividades
En 2013, «The Love Club» fue incluida en el álbum recopilatorio Songs for the Philippines, junto a temas como «Let It Be» de The Beatles, «Stronger (What Doesn't Kill You)» de Kelly Clarkson y «Feel This Moment» de Pitbull con Christina Aguilera. Las recaudaciones de este serían donadas a Filipinas, con el fin de ayudar a más de 13 millones de personas afectadas por el tifón Haiyan. En diciembre del mismo año, Lorde ayudó a recaudar dinero en su comunidad local. En septiembre de 2014, versionó «God Only Knows» de The Beach Boys junto a otros artistas como Emeli Sandé, Elton John, Kylie Minogue, entre otros, con la finalidad de recaudar dinero para la fundación Children in Need. El 5 de junio de 2014, la intérprete lanzó una línea de labiales y delineadores de ojos para MAC Cosmetics, en colores frecuentemente usados por ella.

## Discografía
Álbumes de estudio
- Pure Heroine (2013)
- Melodrama (2017)
- Solar Power (2021)
- Virgin (2025)

EP
- The Love Club (2013)

## Filmografía
| Año  | Trabajo             | Papel      | Notas                                         |
| ---- | ------------------- | ---------- | --------------------------------------------- |
| 2017 | Saturday Night Live | Ella misma | Cameo, episodio: "Scarlett Johansson / Lorde" |

## Giras
- Pure Heroine Tour (2013–2014)
- Melodrama World Tour (2017–2018)
- Solar Power Tour (2022–2023)
- Ultrasound World Tour (2025)